# Qooxdoo
qooxdoo (pronunciado como /ˈkuːksduː/) es una biblioteca de JavaScript  y de código abierto para el desarrollo de aplicaciones web interactivas.

## Características
- Permite al desarrollador abstraerse del HTML, CSS y DOM de la aplicación.
- Programación orientada a objetos.
- Multi navegador.
- AJAX.
- Widget de aspecto similar a los usados en los entornos de escritorio.

## Licencia
qooxdoo usa las licencias LGPL y EPL.